# DEB-Pokal der Frauen 2015
Der DEB-Pokal der Frauen 2015 fand am 14. und 15. März 2015 im Wellblechpalast in Berlin ausgetragen. Er fand damit zum 14. Male überhaupt seit seiner Einführung und zum 9. Mal unter Teilnahme der besten deutschen Frauen-Eishockeymannschaften statt.

## Teilnehmer und Modus
Für das Turnier waren neben Ausrichter und Titelverteidiger OSC Berlin die drei besten Mannschaften der abgeschlossenen Bundesligasaison 2014/15 für das Turnier qualifiziert. Gespielt wurde wieder im Turniermodus mit Halbfinal- und Finalspielen. Die Pokalspiele fanden in regulärer Spielzeit von 3 × 20:00 Minuten statt.

## Ansetzungen
Halbfinale
| 14. März 2015 16:00 Uhr | ECDC Memmingen Indians | 0:3 (0:1, 0:1, 0:1) Spielbericht | ERC Ingolstadt Carina Hoffmann (14:27) Andrea Lanzl (21:46, 57:43) | Wellblechpalast, Berlin Zuschauer: 72 |

| 14. März 2015 19:00 Uhr | ESC Planegg Jessica Ujcik (17:00) Chelsea van Glahn (30:55) | 2:1 (1:0, 1:0, 0:1) Spielbericht | OSC Eisladies Berlin Emily Nix (50:23) | Wellblechpalast, Berlin Zuschauer: 154 |

Spiel um Platz 3
| 15. März 2015 10:00 Uhr | ECDC Memmingen Indians Julia Seitz (2:26) Antje Sabautzki (17:46) Carina Strobel (26:14) Nicola Eisenschmid (34:49) Kathleen Smith (49:25) Julia Seitz (55:33) Erin Normore (56:27) | 7:2 (2:0, 2:1, 3:1) Spielbericht | OSC Eisladies Berlin Arielle O’Neill (38:04) Laura Kluge (54:23) | Wellblechpalast, Halle 2, Berlin Zuschauer: 45 |

Finale
| 15. März 2015 13:00 Uhr | ESC Planegg Kerstin Spielberger (5:26) Kerstin Spielberger (PS) | 2:1 n. P. (1:0, 0:1, 0:0, 0:1) Spielbericht | ERC Ingolstadt Tracy McCain (13:45) | Wellblechpalast, Berlin Zuschauer: 70 |

## Kader des Pokalsiegers
| DEB-Pokalsieger ESC Planegg | Torhüter: Julia Graunke, Lena Schuster Abwehr: Lena Düsterhoft, Viona Harrer, Monika Pink, Yvonne Rothemund, Jessica Ujcik Angriff: Monika Bittner, Bettina Evers, Katharina Gerstmeir, Bernadette Karpf, Sophie Kratzer, Tamara Lan Yee Chiu, Kerstin Spielberger, Alexandra Vakos, Chelsea van Glahn, Theresa Wagner, Julia Zorn Trainer: Brian Ashton |